# Ainsworth (Nebraska)
Pour les articles homonymes, voir Ainsworth.
La ville d’Ainsworth est le siège du comté de Brown, dans l’État du Nebraska, aux États-Unis. Sa population s’élevait à 1 728 habitants lors du recensement de 2010, estimée à 1 635 habitants en 2016.

## Éléments notables à la ville
L’actrice Marvel Rea est née à Ainsworth en 1901.
La météorite d'Ainsworth, une météorite de fer de type IIAB de 10,65 kg découverte à 10 km au nord-ouest de la ville
 en 1907. D'autres fragments ont amené le poids total découvert à 80,650 kg.